# Ben Is Back
Ben Is Back es una película estadounidense de drama escrita y dirigida por Peter Hedges, protagonizada por su hijo Lucas Hedges, Julia Roberts, y Courtney B. Vance. La trama sigue a una madre que intenta ayudar a su hijo adicto después de que regresa a casa luego de la rehabilitación.
La película tuvo su estreno mundial en el Festival Internacional de Cine de Toronto el 8 de septiembre de 2018, y fue estrenada el 7 de diciembre de 2018, por el LD Entertainment y Roadside Attractions.

## Reparto
- Julia Roberts como Holly Burns.
- Lucas Hedges como Ben Burns.
- Kathryn Newton como la Ivy Burns.
- Alexandra Park como Cara K.
- Courtney B. Vance como Neal Burns.
- Rachel Bay Jones como Beth.
- Michael Esper como Clayton.
- David Zaldivar como Spencer "Spider" Webb.

## Producción
El proyecto fue anunciado en octubre de 2017, con Lucas Hedges y Julia Roberts conmo protagonistas. En noviembre, Kathryn Newton fue seleccionada como la hermana de Ben, Ivy, y Alexandra Park se unió como alguien que Ben conoce durante una reunión de Alcohólicos Anónimos. La filmación comenzó el 5 de diciembre, con Courtney B. Vance incorporándose al elenco como el padrastro de Ben. El rodaje tuvo lugar en New City, Sloatsburg, Garnerville, y Haverstraw, Nueva York.

## Estreno
En julio de 2018, LD Entertainment, Roadside Attractions y Lionsgate adquirieron los derechos de distribución de la película, y eligieron el 7 de diciembre de 2018 como su fecha de estreno. La película tuvo su estreno mundial en el Festival Internacional de Cine de Toronto el 8 de septiembre de 2018.

## Recepción
Ben is Back ha recibido reseñas positivas de parte de la crítica y de la audiencia. En el sitio web especializado Rotten Tomatoes, la película posee una aprobación de 82%, basada en 222 reseñas, con una calificación de 6.9/10 y con un consenso que dice: "Refrescante y subestimada, Ben Is Back subvierte los estereotipos de los dramas familiares, y ofrece un foro para excelentes actuaciones de Lucas Hedges y Julia Roberts." De parte de la audiencia tiene una aprobación de 69%, basada en 1000 votos, con una calificación de 3.6/5.
El sitio web Metacritic le ha dado a la película una puntuación de 66 de 100, basada en 39 reseñas, indicando "reseñas generalmente favorables". En el sitio IMDb los usuarios le han dado una calificación de 6.7/10, sobre la base de 22 307 votos. En la página FilmAffinity la cinta tiene una calificación de 6.2/10, basada en 3301 votos.